# Pinheiro (Guimarães)
Pinheiro es una freguesia portuguesa del concelho de Guimarães, con 1,51 km² de superficie y 1.301 habitantes (2001). Su densidad de población es de 861,6 hab/km².